# Partito Unito dei Lavoratori (Saint Lucia)
Il Partito Unito dei Lavoratori (in inglese: United Workers Party) è uno dei due partiti politici santaluciani.

## Risultati elettorali
| Anno | Voti   | Seggi   |
| ---- | ------ | ------- |
| 1964 | 9 615  | 6 / 10  |
| 1969 | 13 328 | 6 / 10  |
| 1974 | 17 300 | 10 / 17 |
| 1979 | 19 706 | 5 / 17  |
| 1982 | 27 252 | 14 / 17 |
| 1987 | 25 892 | 9 / 17  |
| 1987 | 28 046 | 9 / 17  |
| 1992 | 33 562 | 11 / 17 |
| 1997 | 26 325 | 1 / 17  |
| 2001 | 23 007 | 3 / 17  |
| 2006 | 38 894 | 11 / 17 |
| 2011 | 39 100 | 6 / 17  |
| 2016 | 46 183 | 6 / 17  |
| 2021 | 43 799 | 13 / 17 |